# Tiziano Rossi
Tiziano Rossi (Milano, 20 giugno 1935) è un poeta italiano.

## Biografia
Figlio del pittore lombardo Vanni Rossi, si è laureato in letteratura italiana all'Università statale di Milano. Ha lavorato a lungo nell'ambiente dell'editoria e ha tenuto rubriche di letteratura e poesia su vari periodici, tra i quali Rinascita e L'Unità oltre che su riviste letterarie.
Poeta appartenente alla cosiddetta linea lombarda, nelle sue numerose raccolte ha dato luogo a una poesia "impegnata a difendere la continuità di un'esperienza umana semplice e autentica, nel grigio orizzonte della civiltà urbana e industriale". Ha curato (con Ermanno Krumm) l'antologia Poesia italiana del Novecento, con prefazione di Mario Luzi (Milano, Skira, 1995).
È antologizzato in Poeti italiani del secondo Novecento (I Meridiani Mondadori, 1996).

## Opere principali
- La talpa imperfetta, Milano, Mondadori, 1968
- Dallo sdrucciolare al rialzarsi, Milano, Guanda, 1976
- Miele e no, Milano, Garzanti, 1988
- Il movimento dell'adagio, Milano, Garzanti, 1993
- Pare che il Paradiso, Milano, Garzanti, 1998
- Gente di corsa, Milano, Garzanti, 2000 
  - (EN) People on the Run, Green Integer, 2002, ISBN 978-1-931243-37-7
- Tutte le poesie (1963-2000), Milano, Garzanti, 2003
- Cronaca perduta, Milano, Mondadori, 2006
- Faccende laterali, Milano, Garzanti, 2009
- Spigoli del sonno, Milano, Mursia, 2012
- Bestie e affini, Zacinto edizioni, 2022
- Il brusío, Torino, Einaudi, 2025

## Premi
- Premio Nazionale Letterario Pisa di Poesia[7]
- Premio Nazionale Rhegium Julii[8]
- Premio Viareggio[9]